# 1880 en musique classique
| \| • Retour à la chronologie générale de la musique classique • \| |
| Grèce • Rome • Haut Moyen Âge • VIIIe siècle • IXe siècle • Xe siècle • XIe siècle XIIe siècle • XIIIe siècle • XIVe siècle • XVe siècle • XVIe siècle • XVIIe siècle XVIIIe siècle • XIXe siècle • XXe siècle • XXIe siècle |
| • Retour à la chronologie générale de la musique classique • |

| Années en musique classique : 1877 - 1878 - 1879 - 1880 - 1881 - 1882 - 1883    |
| Décennies en musique classique : 1850 - 1860 - 1870 - 1880 - 1890 - 1900 - 1910 |

## Événements

### Créations
- 17 janvier : le Quintette pour piano et cordes de César Franck, créé à la Société nationale de musique avec Saint-Saëns au piano.
- 21 janvier : Nuit de mai, opéra de Nicolaï Rimski-Korsakov, créé à Saint-Pétersbourg.
- 13 février : le Concerto pour violon no 2 de Camille Saint-Saëns, créé à Paris avec Martin-Pierre Marsick comme soliste.
- 14 février : le Quatuor pour piano et cordes no 1 en ut mineur de Gabriel Fauré, créé à la Société nationale de musique à Paris avec Ovide Musin au violon, Van Waefelghem à l'alto, Mariotti au violoncelle et le compositeur au piano.
- 5 mars : Le Marchand Kalachnikov, opéra d'Anton Rubinstein, créé à Saint-Pétersbourg.
- 8 mars : Jean de Nivelle, opéra de Léo Delibes, créé à l'Opéra-Comique de Paris.
- 8 avril : Dans les steppes de l'Asie centrale, esquisse symphonique d'Alexandre Borodine, créée à Saint-Pétersbourg.
- 12 juillet : La Messa di Gloria de Giacomo Puccini, créé à Lucques.
- 15 octobre : Le Concerto pour violon no 3 de Camille Saint-Saëns, créé à Hambourg par Pablo de Sarasate.
- 24 octobre : La Jota aragonese de Camille Saint-Saëns, créée à Madrid.
- 6 décembre :  Capriccio Italien, opus 45 de Piotr Ilitch Tchaïkovski, créé à Moscou.
- 19 décembre :  Suite algérienne de Camille Saint-Saëns créée à Paris (théâtre du Châtelet) par les Concerts Colonne (Édouard Colonne, dir.).
- 23 décembre : Stabat Mater d'Antonin Dvořák, créé à Prague.
- 26 décembre : L'Ouverture tragique op. 81 de Johannes Brahms, créée à Vienne.
- 29 décembre : La Mascotte, opéra-comique d'Edmond Audran, créé au théâtre des Bouffes-Parisiens.

Date indéterminée
- Kol Nidrei de Max Bruch, pour violoncelle et orchestre.
- Concerto pour violon en ré mineur de Niels Gade.
- Florinda, zarzuela de Pedro Marqués.
- Symphonie en mi majeur de Hans Rott.
- Peste Dunăre et Sânziana și Pepelea, deux opéras de George Stephănescu.
- Quatuor à cordes en la majeur, op.2, de Richard Strauss.
- L'Ouverture 1812 est composée par Piotr Ilitch Tchaïkovski.

### Autres
- Richard Wagner publie son autobiographie Ma Vie (Mein Leben).
- Création du Orchestre symphonique de Saint Louis.
- Fondation de la Internationale Stiftung Mozarteum à Salzbourg dont l'objet est de se consacrer à la vie et l'œuvre de Mozart.

## Naissances

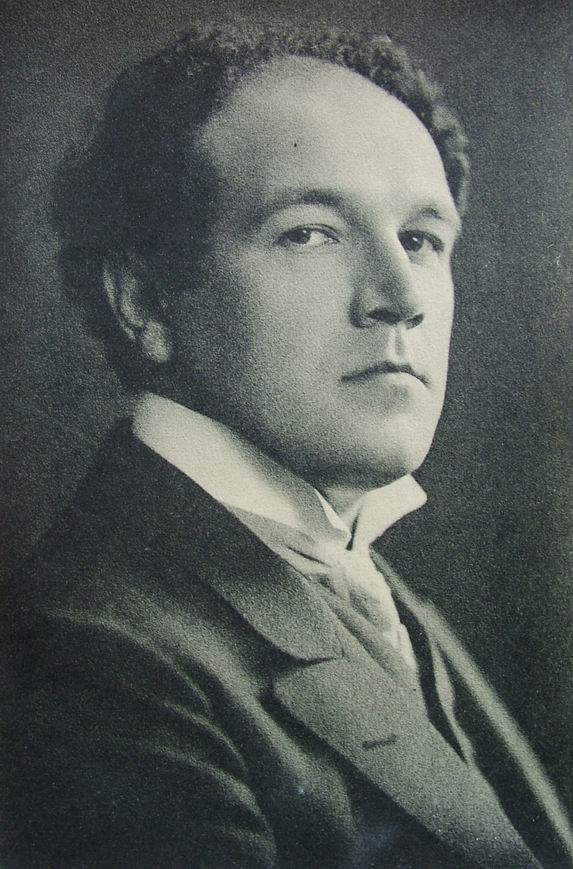
Nikolaï Medtner

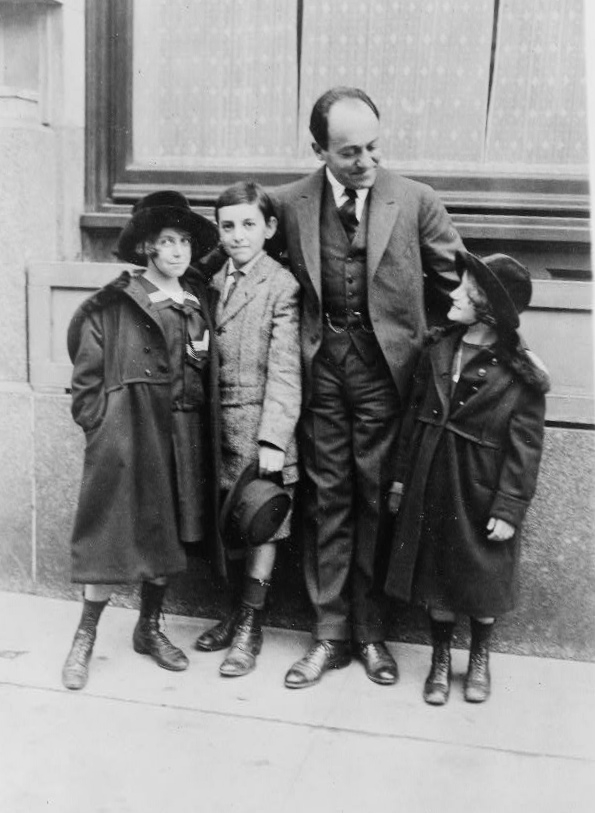
Ernest Bloch

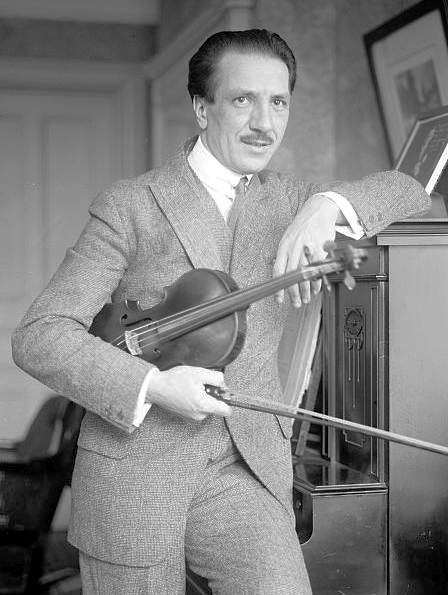
Jacques Thibaud

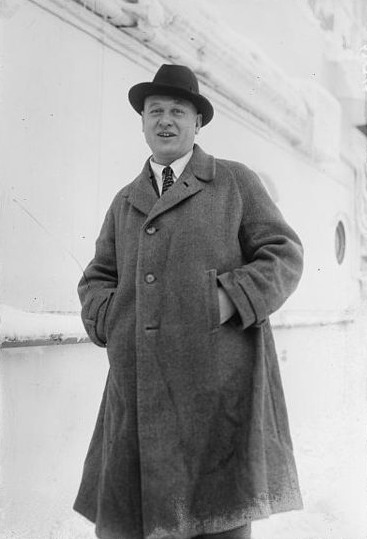
Georges Baklanoff

- 5 janvier : Nikolaï Medtner, compositeur et pianiste russe († 13 novembre 1951).
- 6 janvier : Yuliya Veysberg, critique musicale et compositrice russe († 1er mars 1942).
- 10 janvier : Ethel Scarborough, pianiste, compositrice et politicienne anglaise († 9 décembre 1956).
- 25 janvier : Francis George Scott, compositeur écossais († 6 novembre 1958).
- 1er février : 
  - Antonio Guarnieri, chef d'orchestre, compositeur et violoncelliste italien († 25 novembre 1952).
  - Francesco Balilla Pratella, compositeur et musicologue italien († 17 mai 1955).
- 3 février : Félix Fourdrain, organiste et compositeur français († 23 octobre 1923).
- 14 février : Edgar Bainton, compositeur anglais († 8 décembre 1956).
- 19 février : Arthur Shepherd, compositeur et chef d'orchestre américain († 12 janvier 1958).
- 1er mars : Albert Alain, organiste et compositeur français († 15 octobre 1971).
- 14 mars : René Verney,   clarinettiste classique français († 7 avril 1957).
- 24 mars : Amédée de Vallombrosa, organiste et compositeur français († 9 février 1968).
- 29 mars : Rosina Lhévinne, pianiste et pédagogue russe († 9 novembre 1976).
- 11 avril : Bernardino Molinari, chef d'orchestre italien († 25 décembre 1952).
- 1er mai : Emile Riadis, compositeur grec († 17 juillet 1935).
- 31 mai : Marix Loevensohn, violoncelliste belge († 24 avril 1943).
- 11 juin : Ferdinand Rebay, compositeur, pianiste, chef de chœur et pédagogue autrichien († 6 novembre 1953).
- 30 juin : Alfred Eugene Megerlin, violoniste belge, premier violon de l'Orchestre philharmonique de New York († 22 février 1941).
- 1er juillet : Ermend-Bonnal, organiste et compositeur français († 14 août 1944).
- 2 juillet : Albert Szirmai, compositeur hongrois († 15 janvier 1967).
- 3 juillet : Carl Schuricht, chef d'orchestre allemand († 7 janvier 1967).
- 5 juillet : Jan Kubelík, violoniste tchèque naturalisé hongrois († 5 décembre 1940).
- 11 juillet : Reveriano Soutullo, compositeur espagnol de zarzuelas († 29 octobre 1932).
- 12 juillet : Louis Cahuzac, clarinettiste et compositeur français († 9 août 1960).
- 24 juillet : Ernest Bloch, compositeur, violoniste, chef d'orchestre et pédagogue suisse naturalisé américain († 15 juillet 1959).
- 31 juillet : Manuel Penella, compositeur espagnol († 24 janvier 1939).
- 8 août : Olga Samaroff, pianiste classique, critique musicale et professeur américaine († 17 mai 1948).
- 17 août : Leo Ascher, compositeur autrichien d'opérettes, de chansons populaires et de musique de film († 25 février 1942).
- 25 août : 
  - Ludwig Rochlitzer, compositeur et avocat autrichien († 13 mars 1945).
  - Robert Stolz, compositeur et chef d'orchestre autrichien († 27 juin 1975).
- 27 août : Édouard Flament, compositeur, bassoniste, pianiste et chef d'orchestre français († 27 décembre 1958).
- 15 septembre : Léon Delcroix, compositeur belge († 14 novembre 1938).
- 17 septembre : Désiré-Émile Inghelbrecht, chef d'orchestre et compositeur français († 14 février 1965).
- 19 septembre :
  - Zequinha de Abreu, flûtiste, clarinettiste, pianiste et compositeur brésilien († 22 janvier 1935).
  - Ildebrando Pizzetti, compositeur italien († 13 février 1968).
- 27 septembre : Jacques Thibaud, violoniste français († 1er septembre 1953).
- 12 octobre : Hubert Leuer, ténor allemand († 8 mars 1969).
- 2 novembre : John Foulds, compositeur britannique († 25 avril 1939).
- 7 novembre : Claudio Guastalla, librettiste d'opéra italien († 30 juin 1948).
- 9 novembre : Rudolf Karel, compositeur tchèque († 6 mars 1945).
- 22 novembre : Maurice Reuchsel, violoniste, organiste, compositeur et critique musical français († 12 juillet 1968).
- 21 décembre : Gertrude Förstel, soprano allemande († 7 juin 1950).
- 23 décembre : Georges Baklanoff, baryton russe d'opéra († 6 décembre 1938).
- 27 décembre : Ernst Boehe, compositeur et chef d'orchestre allemand († 16 novembre 1938).
- 29 décembre : Julien-Fernand Vaubourgoin, compositeur et pédagogue français († 25 novembre 1952).
- 30 décembre : Alfred Einstein, musicologue et éditeur de musique germano-américain († 13 février 1952).

## Décès

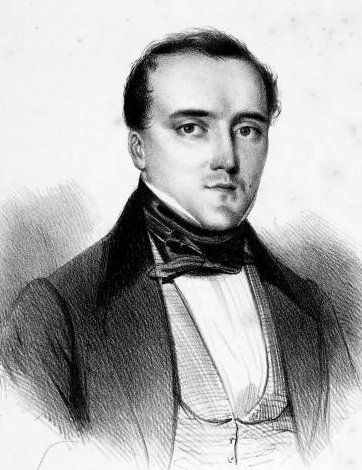
Prosper Dérivis

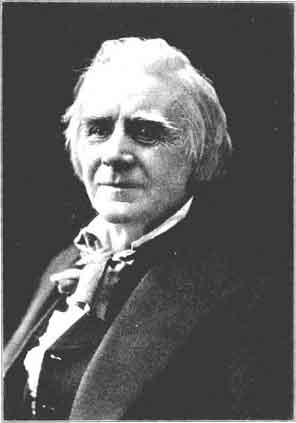
Ole Bull

- 11 février : Prosper Dérivis, chanteur d'opéra français, basse (° 28 octobre 1808).
- 28 mars : Achille Peri, compositeur et chef d'orchestre italien (° 20 décembre 1812).
- 31 mars : Henryk Wieniawski, violoniste, pédagogue et compositeur polonais (° 10 juillet 1835).
- 18 avril : Eduard Bachmann, hautboïste et ténor allemand (° 22 septembre 1831).
- 15 mai : Tony Rieffler, compositeur français (° 6 février 1854).
- 8 juillet : Louis Gueymard, ténor français chanteur d'opéra (° 17 août 1822).
- 16 mai : Carl August Krebs, pianiste, compositeur et maître de chapelle allemand (° 16 janvier 1804).
- 22 juillet : Anna Caroline Oury, compositrice et pianiste allemande (° 24 juin 1808).
- 17 août : Ole Bull, violoniste norvégien (° 5 février 1810).
- 29 août : Hyacinthe Klosé, clarinettiste et compositeur français, professeur au Conservatoire de Paris (° 11 octobre 1808).
- 1er septembre : 
  - Adolphe Leroy, clarinettiste français (° 16 août 1827).
  - Jean Rémusat, flûtiste et compositeur français (° 11 mai 1815).
- 4 septembre : Joseph-François Rousselot, corniste et compositeur français (° 6 février 1803).
- 5 octobre : Jacques Offenbach, compositeur français (° 20 juin 1819).
- 7 octobre : Fredrika Stenhammar, soprano suédoise (° 19 septembre 1836).
- 16 octobre : Édouard Wolff, pianiste et compositeur polonais (° 15 septembre 1816).
- 24 novembre : Napoléon Henri Reber, compositeur français (° 21 octobre 1807).
- 2 décembre : Josephine Caroline Lang, compositrice de lied et une chanteuse allemande (° 14 mars 1815).
- 27 décembre : Alessandro Nini, compositeur italien (° 1er novembre 1805).